# Besleria duarteana
Besleria duarteana är en tvåhjärtbladig växtart som beskrevs av Frederico Carlos Hoehne. Besleria duarteana ingår i släktet Besleria och familjen Gesneriaceae. Inga underarter finns listade i Catalogue of Life.